# Коутинью, Антониу Алва Роза
 Анто́ниу А́лва Ро́за Коути́нью  (известный как Роза Коутинью; порт.  António Alva Rosa Coutinho, 14 февраля 1926, Лиссабон, Португалия — 2 июня 2010, Лиссабон, Португалия) — португальский политический и военный деятель, один из ведущих участников «Революции гвоздик» и лидеров левого крыла Движения вооружённых сил. Губернатор Анголы в 1974 — 1975 годах.

## Биография
Родился в семье Антониу Родригеша Коутинью (порт. António Rodrigues Coutinho, род. 12.03.1892) и Илды душ Празереш Алва-Розы (порт. Ilda dos Prazeres Alva-Rosa, род. 27.04.1902).

### Служба на флоте. В ангольском плену
Выбрал карьеру военного моряка, поступил в военно-морское училище в 1944 году, в 1947 году стал гардемарином, в 1948 году получил звание младшего лейтенанта. Получил квалификацию инженера-гидрографа в Лиссабонском университете. Начинал службу на гидрографических судах военно-морского флота Португалии. В 1954 году получил звание второго лейтенанта, в 1960 году был назначен руководителем Гидрографический миссии Анголы и Сан-Томе и Принсипи (порт. Missão Hidrográfica de Angola e São Tomé e Príncipe) и в 1960—1962 годах командовал судном «Карвалью Араужу» (порт. Carvalho Araújo). 12 августа 1962 года во время патрулирования территориальных вод Анголы, бывшей тогда португальской колонией, первый лейтенант Антониу Роза Коутинью был захвачен партизанами Фронта национального освобождения Анголы (ФНЛА) Холдена Роберто. Он был доставлен в военный учебный лагерь Кинкузу (Kinkuzu) Армии национального освобождения Анголы на территории Демократической Республики Конго, где провёл в плену несколько месяцев, подвергаясь всевозможным унижениям. После долгих переговоров при посредничестве президента Конго Жозефа Мобуту, покровительствовавшего ФНЛА, Роза Коутинью был освобождён на границе с Анголой и вскоре вернулся на службу в ВМФ.
Ангольский плен принёс Розе Коутинью широкую известность, ореол героя и особое уважение в португальской армии. В 1962 году он получил звание капитан-лейтенанта и в 1964-1972 годах служил в Мозамбике. Несмотря на то, что он плохо скрывал свои левые взгляды, традиционные для португальского военного флота (диктатор Антониу ди Салазар часто повторял — «Разрежьте пополам моряка и получите двух коммунистов») к 1974 году Роза Коутинью уже имел звание капитана 2-го ранга (порт. capitão-de-fragata), которое получил в 1969 году. Он преподавал в военно-морской академии, затем, в январе 1973 года был назначен командиром фрегата «Адмирал Перейра да Силва» (порт. Almirante Pereira da Silva). В феврале 1974 года фрегат был направлен для участия в международных учениях к берегам Шотландии.

### Революция гвоздик. Политический взлёт
Хотя имя капитана Антониу Розы Коутинью не встречалось среди участников подпольных заседаний руководства «Движения капитанов», его авторитет и убеждения способствовали тому, что во время «Революции гвоздик» 25 апреля 1974 года он был призван на вершины новой революционной власти. Роза Коутинью вошёл в первый состав правящего Совета Национального Спасения (СНС), где вместе с адмиралом Жозе Батиштой Пиньейру ди Азеведу представлял военно-морские силы. 30 апреля Роза Коутинью получил звание вице-адмирала. 26 июня Роза Каутинью стал президентом Управления координации по ликвидации ПИДЕ-ПР (порт. Serviço de Coordenação da Extinção da ex-PIDE/DGS e Legião Portuguesa) в обязанности которого входил контроль над ликвидацией политической полиции ДЖС и военизированной организации Португальский легион. Когда в июле левые лидеры из Координационной комиссии Движения вооружённых сил подорвали политическое влияние президента Португалии генерала Антониу де Спинолы, его сторонник бригадный генерал Жайме Силвериу Маркеш был отозван с поста губернатора Анголы. Адмирал Антониу Роза Коутинью, несмотря на протесты де Спинолы, был назначен на его место.

### Губернатор Португальской Анголы
24 июля 1974 года Роза Коутинью стал временным (с 29 ноября 1974 года — полноправным) губернатором Анголы в качестве председателя Военного совета Анголы. Через три дня президент де Спинола был вынужден заявить о готовности Португалии передать власть населению колоний. Однако ситуация в Анголе была намного сложнее, чем в Мозамбике или Португальской Гвинее. Если в каждой из этих колоний португальской армии противостояло одно влиятельное освободительное движение, то в Анголе их было три. Это были марксистское Народное движение за освобождение Анголы (МПЛА), Национальный союз за полную независимость Анголы (УНИТА), ориентированный на Южно-Африканскую Республику и хорошо знакомый Розе Коутинью Фронт национального освобождения Анголы (ФНЛА). Оно воевали не только с португальской армией, но и между собой. Революция гвоздик не остановила боевых действий в колонии, многочисленные португальские поселенцы оказались под угрозой уничтожения. В 1974 году губернатор дал в Луанде интервью советскому корреспонденту С. Ф. Кулику и так обрисовал ситуацию: 
Переживаемые страной трудности возникли не в результате осуществляемого ныне процесса деколонизации. Они являются следствием тех условий,  в которых развивалась Ангола в колониальный период. Мы  полагаем, что теперь будущее Анголы  должен определить её народ. Однако мы должны считаться с наличием в Анголе трёх главных сил – МПЛА, ФНЛА и УНИТА – и не можем отдать предпочтение лишь одной из них…» .
 Однако его до сих пор обвиняют в пособничестве МПЛА, которое ориентировалось на СССР, и в выполнении рекомендаций Португальской коммунистической партии. В качестве доказательства приводится письмо Розы Коутинью лидеру МПЛА Антонио Агостиньо Нето от 22 декабря 1974 года. В нём говорилось о том, что лидер ПКП Алвару Куньял получил на совещании коммунистических партий в Праге (Чехословацкая Социалистическая Республика) указание поощрять насилие и хаос в Анголе, чтобы вся власть в колонии досталась МПЛА. 28 января 1975 года, после подписания 15 января соглашений в Алворе о предоставлении колонии независимости, Роза Коутинью оставил пост губернатора Анголы и вернулся в Португалию.
10 октября 1974 года он вошёл в «Совет двадцати» (порт. Conselho dos Vinte), созданный для руководства вооружёнными силами.
23 октября 1974 в Луанде под руководством Роза Коутинью была подавлена попытка переворота, предпринятая правой организацией белых поселенцев Ангольский фронт сопротивления.

### Один из лидеров революционной Португалии
По возвращении в Португалию Роза Коутинью активно участвовал в оставлении революционных законов, после попытки переворота 11 марта как член Совета Национального спасения от ВМС вошёл в первый состав Революционного совета Португалии, созданного 14 марта 1975 года. С 21 мая по 29 ноября он возглавлял администрацию Революционного совета (порт. Serviços de Apoio do Conselho da Revolução). В апреле он поддержал провозглашённый премьер-министром Вашку Гонсалвишем курс на национализацию ряда отраслей экономики и радикальную аграрную реформу. Через неделю, накануне выборов в Учредительное собрание, Роза Коутинью призвал к созданию на основе Движения вооружённых сил политической партии, однако не был поддержан. Его называли то «красным адмиралом» (порт.  «almirante vermelho»), то «левым адмиралом». Вместе с майором Эрнешту Мелу Антунишем, капитаном Вашку Лоуренсу и капитан-инженером Витором Граса Кунья Роза Коутинью разрабатывал План политической деятельности ДВС (порт. Plano de Acção Política do MFA), утверждённый Революционным советом 21 июня 1975 года. Он поддерживал дружеские отношения с одним из левых лидеров ДВС, командующим Оперативным командованием на континенте (КОПКОН) бригадным генералом Отелу Сарайва ди Карвалью. Вместе с ним 21 сентября 1975 года Коутинью отправился с визитом в Швецию по приглашению Улофа Пальме. Когда осенью 1975 года был отправлен в отставку генерал Гонсалвеш и революционные преобразования прекратились, Роза Коутинью, как и де Карвалью, занял особую позицию, не выступив в их защиту.
Адмирал Роза Коутинью не поддержал выступление левонастроенных офицеров 25 ноября 1975 года и выполнил приказ президента Франсишку Кошты Гомиша нейтрализовать подразделения ВМФ на юге страны, сначала поддержавшие требования восставших. 25 ноября он вместе с членом Революционного совета капитаном 2-го ранга Мартиншем Геррейру прибыл в казармы морской пехоты и посоветовал морским пехотинцам воздержаться от выступления против диверсионного полка в Амадоре, брошенного на подавление выступления. Однако левые взгляды, при изменении политической ситуации, стоили адмиралу не только политической, но и военной карьеры.

### Уход с политической арены
29 ноября 1975 года Революционный совет официально принял отставку адмирала Антониу Розы Коутинью, официально сообщив, что она никак не связана с событиями 25 ноября. Одновременно было отправлено в отставку командование военно-морских сил. 11 декабря адмирал был освобождён от обязанностей начальника вспомогательной службы Революционного совета и заменён капитаном Родригу Соуза и Каштру. Новый начальник Главного штаба ВМС контр-адмирал Аугусту Соуту Силва Круш приказал уволить адмирала Коутинью в запас, обвинив в подрыве авторитета вооружённых сил. Роза Коутинью подал апелляции и в июле 1977 года был оправдан Военным дисциплинарным советом и Верховным военным трибуналом. Однако командование флотом игнорировало эти решения и запретило адмиралу доступ на все объекты ВМС. Несмотря на это 23 августа 1977 года начальник штаба ВМС Аугушту Соуту Силва Круш отправил его в запас. 2 марта 1978 года Верховный военный суд не нашёл для этого оснований и восстановил Розу Коутинью на службе. Звание и адмиральскую пенсию он сохранил. В 1982 году его перевели в резерв, а 30 ноября 1991 года Роза Коутинью вышел в отставку.
Антониу Роза Коутинью не возвращался к политической деятельности. В 1978 году он издал в Коимбре монографию «Военная иерархия и демократическое государство». Роза Коутинью время от времени участвовал в различных мероприятиях, связанных с Революцией гвоздик.
Антониу Алва Роза Коутинью скончался 2 июня 2010 года в Лиссабоне после продолжительного лечения от онкологического заболевания. О его смерти объявил агентству Lusa председатель Ассоциации 25 апреля Вашку Лоуренсу. Тело адмирала было кремировано в крематории при церкви Св. Рока на территории базы ВМФ в Лиссабоне. Похороны Розы Коутинью состоялись 3 июня 2010 года в 15.00 в Лиссабоне. Секретариат ЦК Португальской коммунистической партии в специальном заявлении выразил глубокое сожаление по поводу его кончины и передал искренние соболезнования семье адмирала. С другой стороны пресса и электронные СМИ, как в статьях, так и комментариях пользователей интернета, подвергли Розу Коутинью резкой критике, обвиняя его в предательстве интересов Португалии и в гибели тысяч португальцев и африканцев в Анголе в ходе разжигания гражданской войны. «Умер человек, который написал одно из самых позорных в истории Португалии писем на фирменном бланке Португальской Республики» — отметил, к примеру, А.Педру Коррейя.

## Награды
- Серебряная медаль за заслуги с пальмами;
- Военная серебряная медаль 2-го класса[2].

## Частная жизнь
Антониу Алва Роза Коутиньо 11 декабря 1950 года женился на Марии Кандиде Менезеш Варже Малдонаду (порт. Maria Cândida Menezes Varge Maldonado, род. 07.06.1930). У них было четверо детей:
- Антониу Луиш Малдонаду Коутинью (порт. António Luís Maldonado Coutinho, род. 19.11.1951). Женат на Марии де Лурдеш Секейра Фернандеш да Силва (порт. Maria de Lourdes Sequeira Fernandes da Silva);
- Маргарида Малдонаду Коутинью (порт. Margarida Maldonado Coutinho, род. 31.03.1953), замужем за Жорже Мануэлом Пина де Пайва-и-Пона Франку (порт. Jorge Manuel Pina de Paiva e Pona Franco)
- Паулу Малдонаду Коутинью (порт. Paulo Maldonado Coutinho, род. 25.06.1954)
- Педру Малдонаду Коутинью (порт. Pedro Maldonado Coutinho, род. 02.06.1965)[1].

## Сочинения
- Coutinho, António Alva Rosa. Planeamento, dranagem e utilização dos novos canais de acesso ao porto de Lourenço Marques / In: Primeiras Jornadas de Engenharia Civil de Moçambique. — Lourenço Marques: [s.n.], 1965. — 22 p. Cota: 45945 B/17|LNEC
- António Alva Rosa Coutinho. Dragagens no porto de Lourenço Marques (1962—1965) / In: Anais do instituto hidrográfico/ Instituto hidrográfico.- nº 2 (1965), p. 49- 94 Cota: 1009|LNEC
- António Alva Rosa Coutinho. Planeamento, dragagem e utilização dos novos canais de acesso ao porto de Lourenço Marques / In: Primeiras jornadas de engenharia de Moçambique: comunicação.- nº 110 (1965), p. 1-22 (supl.) Cota: 2666|IICT
- António Alva Rosa Coutinho. Planeamento, dragagem e utilização dos novos canais de acesso ao Porto de Lourenço Marques / In: Comunicações : primeiras jornadas de Engenharia de Moçambique. — Lourenço Marques : [s.n.], 1965. — p. 507—530 Cota: MU 315|ICP
- Rosa Coutinho. Notas sobre a descolonização de Angola / In: Seminário 25 de Abril 10 anos depois / Associação 25 de Abril . — [S.l. : s.n. 19--?] . — p. 359—366
- António Alva Rosa Coutinho. A hierarquia militar e o estado democrático / 1978, Centelha (Coimbra) Cota: J-20-25/26|BCM